# GMFCS
GMFCS（英語: Gross Motor Function Classification System、粗大運動機能分類システム）とは、カナダの CanChild が開発した脳性麻痺の重症度の分類尺度である。提示されたのは1997年であった。なお、2007年には12歳から18歳の患者に焦点を当てた、拡張改訂版も提示された。

## 分類
GMFCSは、レベル1からレベル5までの5段階に分かれていて、レベル5が最も重症の脳性麻痺である。
レベル1
脳性麻痺による障害が無いヒトと比べて、その速度が遅く、不安定でバランスを崩しやすく、筋肉の動きの調和を欠くものの、屋内屋外を問わず歩行が可能であり、かつ、手を使用せずに階段を登ることもできる。また、走ることや跳躍することのような、障害が無いヒトならば誰でも行える行動も一応可能である。
レベル2
平坦な場所ならば、屋内屋外を問わず歩行は可能であるものの、デコボコした場所や勾配のある場所では困難である。それでも手すりを使えば階段を登ることはできる。ただし、いずれの行動も人混みの中では困難である。また、走ることや跳躍することは、ほとんどできない。
レベル3
歩行補助具を使用すれば、屋内屋外を問わず、水平な場所を歩くことが可能である。また、場合によっては、手すりを使えば、なんとか階段を登ることも可能なこともある。なお、手動の車椅子を使うことは可能である（電動車椅子である必要は無い）ものの、長い距離の移動やデコボコした場所の移動には、介助が必要である。
レベル4
たとえ歩行補助具を使用したとしても、その歩行能力は非常に限られており、ほとんど歩けない。したがって、ほとんどの時間を車椅子の上で過ごさざるを得ない。また、場合によっては電動車椅子でないと動けないこともある。なお、同じレベル4であっても、車椅子に自力で乗れるかどうかは、患者によりけりである。
レベル5
自律して動かすことができる部分は限られており、あらゆる場所で移動は障害されている。たとえ補助具を使ったところで、自力では歩くことも立つことも、座ることさえも不可能である。しかしながら、地球の重力に対抗して頭と首を支えることは可能な状態、いわゆる首の座った状態ではある。なお、特別な運転装置が必要になったとしても、動力付きの移動装置（電動車など）を自らの意思で操作できる場合はある。

## 12歳から18歳向けの尺度
2007年に12歳から18歳の患者に焦点を当てた、GMFCSの拡張改訂版も提示された。